# 長崎県立猶興館高等学校大島分校
長崎県立猶興館高等学校大島分校（ながさきけんりつゆうこうかんこうとうがっこうおおしまぶんこう, Oshima Branch of Nagasaki Prefectural Yukokan High School）は、長崎県平戸市大島村（離島）にあった県立高等学校の分校。
2012年（平成24年）3月に閉校した。

## 概要
課程・学科
- 全日制課程 普通科

## 沿革
- 1950年（昭和25年） - 「長崎県立平戸高等学校[1]大島分校」が開校。大島村立大島中学校と併設した形で昼間定時制普通科として設立。
- 1953年（昭和28年）- 本校の改称に伴い、「長崎県立猶興館高等学校大島分校」と改称。
- 1967年（昭和42年）- 全日制普通科となる。
- 1980年（昭和55年）- 「社会福祉協力校」として県の指定を受ける。
- 1984年（昭和59年）- 「小さな親切運動」で県の表彰を受ける。
- 1986年（昭和61年）- 現在の新校舎へ移転。「地域の奉仕活動」で県表彰を受ける。
- 1988年（昭和63年）- 「社会福祉協力校」として県の指定を受ける。
- 1991年（平成3年）- 「ボランティア活動普及協力校」として県の指定を受ける。
- 1993年（平成5年）- 県高等学校文化活動推進校の指定を受ける。[2]
- 1998年（平成10年）- 県高等学校文化活動推進校の指定を受ける。[2]
- 1999年（平成11年）- ボランティア活動等で「特別教育功労賞」で県表彰を受ける。
- 2002年（平成14年）- 「春季善行表彰」を社団法人日本善行会より表彰を受ける。
- 2003年（平成15年）-「離島留学制度」が実施され，県内外から初年7名入学。
- 2004年（平成16年）- 郷土芸能発表大会で「流儀」を県高文連主催により、佐世保市で発表を行う。
- 2009年（平成21年）- 生徒募集を停止。
- 2012年（平成24年）3月31日 - 閉校。

## 学校行事・教育活動
ぶらんちFesta（分校祭）
- 毎年秋に2日連続で文化祭と体育祭を実施。
- 学校と地域住民との交流の場でもあり大島村の大きなイベントの1つとなっている。
  - 文化祭 - 生徒一人3役を持ち、バザー・展示・各種イベント等多彩な催しを行っている。
  - 体育祭 - 老人会及び小中学生、PTA、同窓会の参加によって地域参加型の体育祭を行っている。

流儀伝承高校生の会
- 大島村の伝統芸能である棒術「流儀」の保存伝承を行っている。
- 1989年（平成元年）に「流儀伝承高校生の会」が結成され、地域の人々や村教育委員会の支援で活動も充実し、上述の「ぶらんちFesta」やふるさと祭りで地域住民に披露している。

ボランティア活動
- 地域に貢献できる学校、生徒を育成することを目標に色々なボランティア活動を行っている。
  - 独居老人宅を訪問しての弁当配付
  - 島内清掃
  - 長寿者に手作りの座布団の贈呈
  - 島外の老人ホームでの介護体験
  - 村主催の福祉祭り

農業体験学習
- 大島の主産業である農業を体験し、理解を深めるために行っている。

水産教室
- 農業と同じく基幹産業である水産業への理解を深めるため、大島村教育委員会[4]大島村漁協、県北水産業普及センター[5]の協力でのもと、漁業後継者育成事業の一環として行っている。
  - 定置網乗船実習（3年男子）
  - 魚の調理加工実習（全校生徒）

その他の学校行事
- 歓迎遠足
- 球技大会
- 駅伝大会 - 男女混合チームを作り、男子は3.8km、女子は2.4kmを走りたすきをつなぐ。
- カルタ大会
- 修学旅行 - 1992年（平成4年）度から長野県でスキー研修を行っている。
- 3年生を送る会

## 部活動
運動部
- ソフトテニス部（男・女）
- バレーボール部（2010年（平成22年）をもって廃部）

文化部
- 放送部

## アクセス
- 西肥バスが佐世保市内から平戸桟橋行きのバスを運航している。
- 平戸港（平戸桟橋）から平戸市営「フェリー大島」が運行されている。[6]

## 周辺
- 平戸市立大島小学校
- 平戸市立大島中学校

## 関連事項
- 長崎県高等学校の廃校一覧
- 長崎県立猶興館高等学校